# Anastasija Sevastova
Anastasija Sevastova (ur. 13 kwietnia 1990 w Lipawie) – łotewska tenisistka, reprezentantka kraju w rozgrywkach Pucharu Federacji, uczestniczka Letnich Igrzysk Olimpijskich rozgrywanych w Tokio w 2021 roku.

## Kariera tenisowa
W 2011 roku awansowała do IV rundy wielkoszlemowego turnieju Australian Open, w której uległa liderce rankingu, Caroline Wozniacki. W marcu 2010 roku, startując w turnieju w Monterrey, sprawiła niespodziankę, pokonując w I rundzie najwyżej rozstawioną Jelenę Janković. W całych zawodach osiągnęła półfinał. W maju 2010 wygrała swój pierwszy turniej rangi WTA Tour – w Estoril wygrała w finale z Arantxą Parrą Santonją 6:2, 7:5.
W sezonie 2018 doszła do półfinału turniejów serii WTA Premier w Brisbane i Charleston oraz do ostatniej rundy na Majorce. Następnie zwyciężyła w Bukareszcie i osiągnęła ćwierćfinał zawodów rangi WTA Premier 5 w Montrealu. Na US Open awansowała do półfinału (pokonała m.in. Elinę Switolinę i Sloane Stephens), a w turnieju rangi WTA Premier Mandatory w Pekinie – zagrała w finale (pokonała wtedy takie tenisistki jak Madison Keys, Dominikę Cibulkovą i Naomi Ōsakę).

## Historia występów wielkoszlemowych
Legenda
     W, wygrany turniej
     F, przegrana w finale
     SF, przegrana w półfinale
     QF, przegrana w ćwierćfinale
     xR, przegrana w x rundzie
     Qx, przegrana w x rundzie kwalifikacji
     A, brak startu
     NH, turniej nie odbył się

### Występy w grze pojedynczej
| Australian Open        | A   | A   | A   | Q1 | 1R | 4R | A   | Q1             | –              | A   | 2R | 3R | 2R | 4R | 1R | 1R | 1R       | –        | A   | A  | 0 / 9  | 10 – 9  |  |  |  |  |
| French Open            | A   | A   | A   | 1R | 1R | 1R | A   | koniec kariery | koniec kariery | A   | 2R | 3R | 1R | 4R | A  | 1R | urlop    | urlop    | A   | A  | 0 / 8  | 6 – 8   |  |  |  |  |
| Wimbledon              | A   | A   | Q1  | 1R | 1R | 1R | A   | koniec kariery | koniec kariery | A   | 1R | 2R | 1R | 2R | NH | 3R | macie-   | macie-   | A   | 1R | 0 / 9  | 4 – 9   |  |  |  |  |
| US Open                | A   | A   | A   | 2R | 2R | 1R | Q3  | koniec kariery | koniec kariery | Q1  | QF | QF | SF | 3R | 2R | 1R | -rzyński | -rzyński | A   |    | 0 / 9  | 18 – 9  |  |  |  |  |
|                        |     |     |     |    |    |    |     |                |                |     |    |    |    |    |    |    |          |          |     |    |        |         |  |  |  |  |
| Ranking na koniec roku | 529 | 267 | 194 | 83 | 45 | 94 | 181 | –              | –              | 110 | 35 | 16 | 12 | 27 | 54 | 70 | 677      | –        | 372 |    | 0 / 35 | 38 – 35 |  |  |  |  |

### Występy w grze podwójnej
| Australian Open        | A | A | A   | A   | 1R  | 1R  | A | A              | –              | A   | A   | 2R | 2R | 1R  | 1R  | 1R  | A        | –        | A | A  | 0 / 7  | 2 – 7   |  |  |  |  |  |
| French Open            | A | A | A   | A   | 2R  | 1R  | A | koniec kariery | koniec kariery | A   | A   | 1R | 1R | 1R  | A   | A   | urlop    | urlop    | A | A  | 0 / 5  | 1 – 5   |  |  |  |  |  |
| Wimbledon              | A | A | A   | A   | 1R  | 1R  | A | koniec kariery | koniec kariery | A   | A   | 1R | 1R | A   | NH  | A   | macie-   | macie-   | A | 1R | 0 / 5  | 0 – 5   |  |  |  |  |  |
| US Open                | A | A | A   | A   | 1R  | 2R  | A | koniec kariery | koniec kariery | A   | 1R  | 2R | QF | 3R  | A   | 1R  | -rzyński | -rzyński | A |    | 0 / 7  | 7 – 7   |  |  |  |  |  |
|                        |   |   |     |     |     |     |   |                |                |     |     |    |    |     |     |     |          |          |   |    |        |         |  |  |  |  |  |
| Ranking na koniec roku | – | – | 472 | 238 | 208 | 341 | – | –              | –              | 284 | 194 | 86 | 57 | 150 | 168 | 654 | –        | –        | – |    | 0 / 24 | 10 – 24 |  |  |  |  |  |

### Występy w grze mieszanej
Anastasija Sevastova nigdy nie startowała w rozgrywkach gry mieszanej podczas turniejów wielkoszlemowych.

## Finały turniejów WTA
| Legenda                     | Legenda |
| --------------------------- | ------- |
| Wielki Szlem                |         |
| Igrzyska olimpijskie        |         |
| WTA Tour Championships      |         |
| 2009 – 2020                 |         |
| WTA Premier Mandatory       |         |
| WTA Premier 5               |         |
| WTA Premier                 |         |
| WTA International Series    |         |
| WTA 125K series (2012–2020) |         |

### Gra pojedyncza 8 (4–4)
| Końcowy wynik | Nr | Data                | Turniej     | Nawierzchnia | Przeciwniczka          | Wynik finału  |
| ------------- | -- | ------------------- | ----------- | ------------ | ---------------------- | ------------- |
| Zwyciężczyni  | 1. | 8 maja 2010         | Estoril     | Ceglana      | Arantxa Parra Santonja | 6:2, 7:5      |
| Finalistka    | 1. | 19 czerwca 2016     | Santa Ponça | Trawiasta    | Caroline Garcia        | 3:6, 4:6      |
| Finalistka    | 2. | 17 lipca 2016       | Bukareszt   | Ceglana      | Simona Halep           | 0:6, 0:6      |
| Zwyciężczyni  | 2. | 25 czerwca 2017     | Santa Ponça | Trawiasta    | Julia Görges           | 6:4, 3:6, 6:3 |
| Finalistka    | 3. | 24 czerwca 2018     | Santa Ponça | Trawiasta    | Tatjana Maria          | 4:6, 5:7      |
| Zwyciężczyni  | 3. | 22 lipca 2018       | Bukareszt   | Ceglana      | Petra Martić           | 7:6(4), 6:2   |
| Finalistka    | 4. | 7 października 2018 | Pekin       | Twarda       | Caroline Wozniacki     | 3:6, 3:6      |
| Zwyciężczyni  | 4. | 28 lipca 2019       | Jurmała     | Ceglana      | Katarzyna Kawa         | 3:6, 7:5, 6:4 |

### Gra podwójna 1 (0–1)
| Końcowy wynik | Nr | Data            | Turniej     | Nawierzchnia | Partnerka       | Przeciwniczki                | Wynik finału |
| ------------- | -- | --------------- | ----------- | ------------ | --------------- | ---------------------------- | ------------ |
| Finalistka    | 1. | 25 czerwca 2017 | Santa Ponça | Trawiasta    | Jelena Janković | Chan Yung-jan Martina Hingis | walkower     |

## Występy w Turnieju Mistrzyń

### W grze pojedynczej
| Rok  | Rezultat                              | Przeciwniczka                         | Wynik                                 |
| 2018 | zawodniczka rezerwowa (nie wystąpiła) | zawodniczka rezerwowa (nie wystąpiła) | zawodniczka rezerwowa (nie wystąpiła) |

## Występy w Turnieju WTA Elite Trophy

### W grze pojedynczej
| Rok  | Rezultat                              | Przeciwniczka                         | Wynik                                 |
| 2017 | Półfinał                              | Julia Görges                          | 3:6, 3:6                              |
| 2018 | Faza grupowa                          | Zhang Shuai Garbiñe Muguruza          | 6:0, 7:6(10) 7:6(4), 2:6, 6:7(1)      |
| 2019 | Zawodniczka rezerwowa (nie wystąpiła) | Zawodniczka rezerwowa (nie wystąpiła) | Zawodniczka rezerwowa (nie wystąpiła) |

## Finały turniejów ITF
| turnieje z pulą nagród 100 000 $ (W100)  |
| turnieje z pulą nagród 75/80 000 $ (W80) |
| turnieje z pulą nagród 50/60 000 $ (W75) |
| turnieje z pulą nagród 40 000 $ (W50)    |
| turnieje z pulą nagród 25 000 $ (W35)    |
| turnieje z pulą nagród 15 000 $ (W15)    |
| turnieje z pulą nagród 10 000 $          |

### Gra pojedyncza 23 (13–10)
| Rezultat     |     | Data       | Turniej             | ($)       | Naw.          | Przeciwniczka           | Wynik            |
| Finalistka   | 1.  | 16/07/2006 | Garching            | 10 000    | Ceglana       | Sandra Martinović       | 7:6(5), 3:6, 2:6 |
| Zwyciężczyni | 1.  | 06/08/2006 | Bad Saulgau         | 10 000    | Ceglana       | Josipa Bek              | 6:1, 6:0         |
| Zwyciężczyni | 2.  | 20/08/2006 | Bratysława          | 10 000    | Ceglana       | Klaudia Malenovská      | 4:6, 6:0, 6:3    |
| Finalistka   | 2.  | 13/05/2007 | Antalya             | 25 000    | Twarda        | Vojislava Lukić         | 3:6, 6:7(3)      |
| Finalistka   | 3.  | 24/06/2007 | Fontanafredda       | 25 000    | Ceglana       | Anna Korzeniak          | 5:7, 0:6         |
| Zwyciężczyni | 3.  | 22/03/2008 | Noida               | 25 000    | Twarda        | Sunitha Rao             | 6:2, 6:1         |
| Zwyciężczyni | 4.  | 01/06/2008 | Galatina            | 25 000    | Ceglana       | Estrella Cabeza Candela | 6:4, 6:4         |
| Zwyciężczyni | 5.  | 27/07/2008 | Contamines-Montjoie | 25 000    | Twarda        | Agustina Lepore         | 6:4, 3:6, 6:3    |
| Finalistka   | 4.  | 31/08/2008 | Katowice            | 25 000    | Ceglana       | Lenka Wienerová         | 3:6, 2:6         |
| Finalistka   | 5.  | 07/09/2008 | Brno                | 25 000    | Ceglana       | Zuzana Ondrášková       | 4:6, 6:3, 2:6    |
| Zwyciężczyni | 6.  | 29/03/2009 | La Palma            | 25 000    | Twarda        | Kristína Kučová         | 4:6, 6:1, 6:1    |
| Zwyciężczyni | 7.  | 03/05/2009 | Johannesburg        | 100 000+H | Twarda        | Eva Hrdinová            | 6:2, 6:2         |
| Finalistka   | 6.  | 12/07/2009 | Zagrzeb             | 75 000+H  | Ceglana       | Sandra Záhlavová        | 1:6, 6:7(4)      |
| Finalistka   | 7.  | 08/07/2012 | Versmold            | 50 000    | Ceglana       | Annika Beck             | 3:6, 1:6         |
| Zwyciężczyni | 8.  | 15/07/2012 | Zwevegwm            | 25 000    | Twarda (hala) | Çağla Büyükakçay        | 6:0, 6:3         |
| Zwyciężczyni | 9.  | 05/08/2012 | Trnawa              | 50 000    | Ceglana       | Ana Savić               | walkower         |
| Zwyciężczyni | 10. | 01/02/2015 | Szarm el-Szejk      | 10 000    | Twarda        | Yuuki Tanaka            | 7:5, 6:3         |
| Zwyciężczyni | 11. | 15/02/2015 | Trnawa              | 10 000    | Twarda (hala) | Réka Luca Jani          | 6:1, 7:6(3)      |
| Zwyciężczyni | 12. | 11/04/2015 | Ahmadabad           | 25 000    | Twarda        | Ankita Raina            | 6:4, 7:6(5)      |
| Zwyciężczyni | 13. | 03/05/2015 | Wiesbaden           | 25 000    | Ceglana       | Tereza Martincová       | 6:1, 6:3         |
| Finalistka   | 8.  | 18/05/2015 | La Marsa            | 25 000    | Ceglana       | Romina Oprandi          | 3:6, 3:6         |
| Finalistka   | 9.  | 12/07/2015 | Bursa               | 50 000    | Ceglana       | İpek Soylu              | 5:7, 6:3, 1:6    |
| Finalistka   | 10. | 15/05/2016 | Trnawa              | 100 000   | Ceglana       | Kateřina Siniaková      | 6:7(4), 7:5, 0:6 |

### Gra podwójna 6 (4–2)
| Rezultat     |    | Data       | Turniej        | ($)       | Naw.          | Partnerka         | Przeciwniczki                         | Wynik             |
| Zwyciężczyni | 1. | 31/08/2008 | Katowice       | 25 000    | Ceglana       | Lenka Wienerová   | Karolina Kosińska Aleksandra Rosolska | 5:7, 6:3, 10–3    |
| Finalistka   | 1. | 03/05/2009 | Johannesburg   | 100 000+H | Twarda        | Kristína Kučová   | Naomi Cavaday Łesia Curenko           | 2:6, 6:2, 9–11    |
| Zwyciężczyni | 2. | 31/01/2015 | Szarm el-Szejk | 10 000    | Twarda        | Melanie Klaffner  | Caroline Rohde-Moe Midori Yamamoto    | 6:4, 6:4          |
| Zwyciężczyni | 3. | 13/02/2015 | Trnawa         | 10 000    | Twarda (hala) | Anna Maria Heil   | Michaela Hončová Lenka Juríková       | 6:4, 6:3          |
| Zwyciężczyni | 4. | 20/09/2015 | Saint-Malo     | 50 000+H  | Ceglana       | Kristína Kučová   | Marija Marfutina Natalja Wichlancewa  | 6:7(1), 6:3, 10–5 |
| Finalistka   | 2. | 15/05/2016 | Trnawa         | 100 000   | Ceglana       | Jewgienija Rodina | Anna Kalinska Tereza Mihalíková       | 1:6, 6:7(4)       |

## Występy w igrzyskach olimpijskich

### Gra pojedyncza
| Runda                                                                 | Przeciwniczka        | Wynik         |
| --------------------------------------------------------------------- | -------------------- | ------------- |
|                                                                       |                      |               |
| Letnie Igrzyska Olimpijskie w Tokio 2020, reprezentując państwo Łotwa |                      |               |
| I runda                                                               | Francja: Fiona Ferro | 6:2, 4:6, 2:6 |

### Gra podwójna
| Runda                                                                 | Partnerka        | Przeciwniczki                            | Wynik          |
| --------------------------------------------------------------------- | ---------------- | ---------------------------------------- | -------------- |
|                                                                       |                  |                                          |                |
| Letnie Igrzyska Olimpijskie w Tokio 2020, reprezentując państwo Łotwa |                  |                                          |                |
| I runda                                                               | Jeļena Ostapenko | Australia: Ellen Perez / Samantha Stosur | 6:4, 1:6, 5–10 |